# 5030 Gyldenkerne
5030 Gyldenkerne eller 1988 VK4 är en asteroid i huvudbältet som upptäcktes den 3 november 1988 av den danska astronomen Poul Jensen vid Brorfelde-observatoriet. Den är uppkallad efter den danske astronomen Kjeld Gyldenkerne.
Asteroiden har en diameter på ungefär 7 kilometer.